# Institutul de Istorie „George Barițiu”
Institutul de Istorie „George Barițiu” din Cluj-Napoca este o unitate de cercetare științifică fundamentală cu profil umanist, care funcționează sub auspiciile Academiei Române.

## Scurt istoric
Institutul de Istorie din Cluj a luat ființă în februarie 1920, la scurt timp după organizarea și inaugurarea Universității românești, având ca principal obiectiv cercetarea istoriei Transilvaniei. În acel context, însuși regele Ferdinand I al României, prezent la solemnitățile prilejuite de inaugurarea Universității, a decis acordarea de sprijin financiar și material pentru înființarea la Cluj a unui atare institut care să studieze trecutul acestei provincii.
Inaugurarea acestuia, sub denumirea de „Institutul de Istorie Națională din Cluj” s-a făcut în 1937, în prezența regelui Carol al II-lea al României. Între anii 1940-1945 a funcționat „în refugiu” la Sibiu și apoi din nou la Cluj din 1945 până astăzi. În 1949 a primit denumirea de „Institutul de Istorie și Arheologie din Cluj al Academiei Române”, iar în 1990 s-a divizat în Institutul de Istorie și Institutul de Arheologie și Istoria Artei. Din 2002, prin fuziune cu Centrul de cercetări socio-umane, s-a înființat Institutul de Istorie „George Barițiu” din Cluj-Napoca al Academiei Române, cu departamentele Istorie și Socio-Umane.

## Direcții de cercetare

### Istorie
- Istoria medievală
- Istoria modernă
- Istoria contemporană
- Istoria universală

### Socio-Umane
- Sociologie
- Psihologie
- Filosofie
- Științe economice și juridice

## Publicațiile Institutului
- Anuarul Institutului – Series HISTORICA

„Anuarul Institutului de Istorie «George Barițiu» din Cluj-Napoca” – Series HISTORICA al Academiei Române este succesorul „Anuarului Institutului de Istorie Națională din Cluj”, care apare începând cu anul 1921, fiind cel mai vechi periodic de istorie din România.
Asemeni institutului, publicația acestuia este periodicul prin intermediul căruia s-au concretizat rezultatele științifice ale membrilor Institutului și totodată s-a dorit o școală de inițiere și consacrare științifică pentru tinerii istorici, fapt asumat încă de la începutul apariției sale. Ritmicitatea apariției a fost stabilită la un an și respectată pe cât posibil cu putință, grație exigenței redactorilor șefi: academicienii profesori Ioan Lupaș, Alexandru Lapedatu, Constantin Daicoviciu, Ștefan Pascu. Conținutul este de multe ori publicat în limbi de circulație internațională sau însoțit întotdeauna de rezumate în limbi străine.
Datorită volumului mare de studii și articole care au fost trimise în ultima vreme pe adresa redacției, a apărut necesitatea publicării unui Supliment al Anuarului Institutului de Istorie „George Barițiu” din Cluj-Napoca series Historica, în variantă electronică.
- Anuarul Institutului – Series HUMANISTICA

„Anuarul Institutului de Istorie «George Barițiu» din Cluj-Napoca” – Series HUMANISTICA a fost fondat în anul 2003, ca publicație a Departamentului de Cercetări Socio-Umane al Institutului clujean și conține cinci rubrici permanente. Prima dintre acestea, rubrica Studii, reunește materiale teoretice și empirice din domeniile: economie, drept, filosofie, psihologie, științele educației, sociologie și antropologie. Celelalte rubrici sunt: Opinii și Dezbateri, Restituiri (incluzând texte inedite sau mai puțin cunoscute ale unor autori din domeniile respective), Recenzii, Activitate științifică – Repertoriu selectiv (care prezintă, anual, activitatea cercetătorilor Departamentului).
Anuarul se adresează cercetătorilor, cadrelor didactice, precum și altor specialiști din domeniul științelor socio-umane.
- International Journal on Humanistic Ideology (IJHI)

„Jurnalul International de ideologie umanistă” (IJHI), înființat în 2008, este o revista științifică bianuală dedicată studiului de științele umaniste și sociale, natura și originea ideilor umaniste. IJHI încurajează abordări interdisciplinare implicate următoarele domenii: filosofie, filosofia religiilor, filosofie politică, științe politice, istorie, istoria religiilor, istoria ideilor, istoria științei, antropologie, sociologie, științe ale educației și teoria comunicațiilor. Unul dintre obiectivele sale principale este de integrare a rezultatelor mai multor domenii relevante ca articolele sale va avea un caracter sintetic, în scopul de a familiariza cititorul cu progresele realizate în domeniul general de studii socio-umane.

## Biblioteca Institutului
Biblioteca Institutului de Istorie „George Barițiu” este o instituție de specialitate, care a apărut o dată cu înființarea institutului. 
Donațiile au provenit de la Academia Română, de la fosta Casă a Școalelor, de la instituții culturale, științifice și bisericești, precum și de la persoane particulare. Printre donatori putem consemna nume de marcă ale culturii române: Vintilă Brătianu, Valeriu Braniște, Vasile Bogrea, Ioan Lupaș sau profesori și cercetători renumiți peste hotare cum ar fi Lauro Grassi, care a donat bibliotecii peste 500 de volume. De asemenea, cercetătorii Institutului, în deplasările de studiu făcute în străinătate, au adus, prin intermediul schimbului de publicații sau ca donații, unele dintre cele mai noi apariții în domeniu.
Biblioteca deține o colecție de patrimoniu impresionantă însumând 645 de volume, cărți rare, apărute începând cu jumătatea secolului al XVI-lea. Sunt exemplare de o mare valoare, ce aparțin fondului de istoria României, istorie universală, periodice și dicționare.
Colecția de periodice a bibliotecii cuprinde peste 1000 de titluri, apariții prestigioase precum Analele Academiei Române, anuare aparținând unor instituții de știință și cultură renumite din toată țara și din străinătate. Fondul de periodice este format dintr-un număr important de reviste de secol XIX și început de secol XX. În paralel, prin abonamente și schimburi, biblioteca încearcă să mențină o continuitate a periodicelor apărute în anii din urmă.
Fondul de istorie slavă a bibliotecii cuprinde circa 2000 de volume, cărți referitoare la istoria și civilizația popoarelor slave.
Biblioteca dispune de o sală de lectură de 40 de locuri. Utilizatorii bibliotecii noastre sunt în primul rând cercetătorii Institutului de Istorie „George Barițiu”, profesorii Facultății de Istorie și Filozofie a Universității clujene, colegii din alte centre universitare, cercetători ai Institutelor Academiei Române din  alte orașe, precum și un număr mare de studenți.

## Școala doctorală
Începând din anul 1996, Institutul a dobândit dreptul de a organiza și coordona studii doctorale.
Institutul de Istorie „George Barițiu” din Cluj-Napoca acordă doctorate în Istorie pe cele mai diverse teme și specialități specifice Istoriei României și a spațiului Central-Est European.